# Guarigione della figlia della Cananea

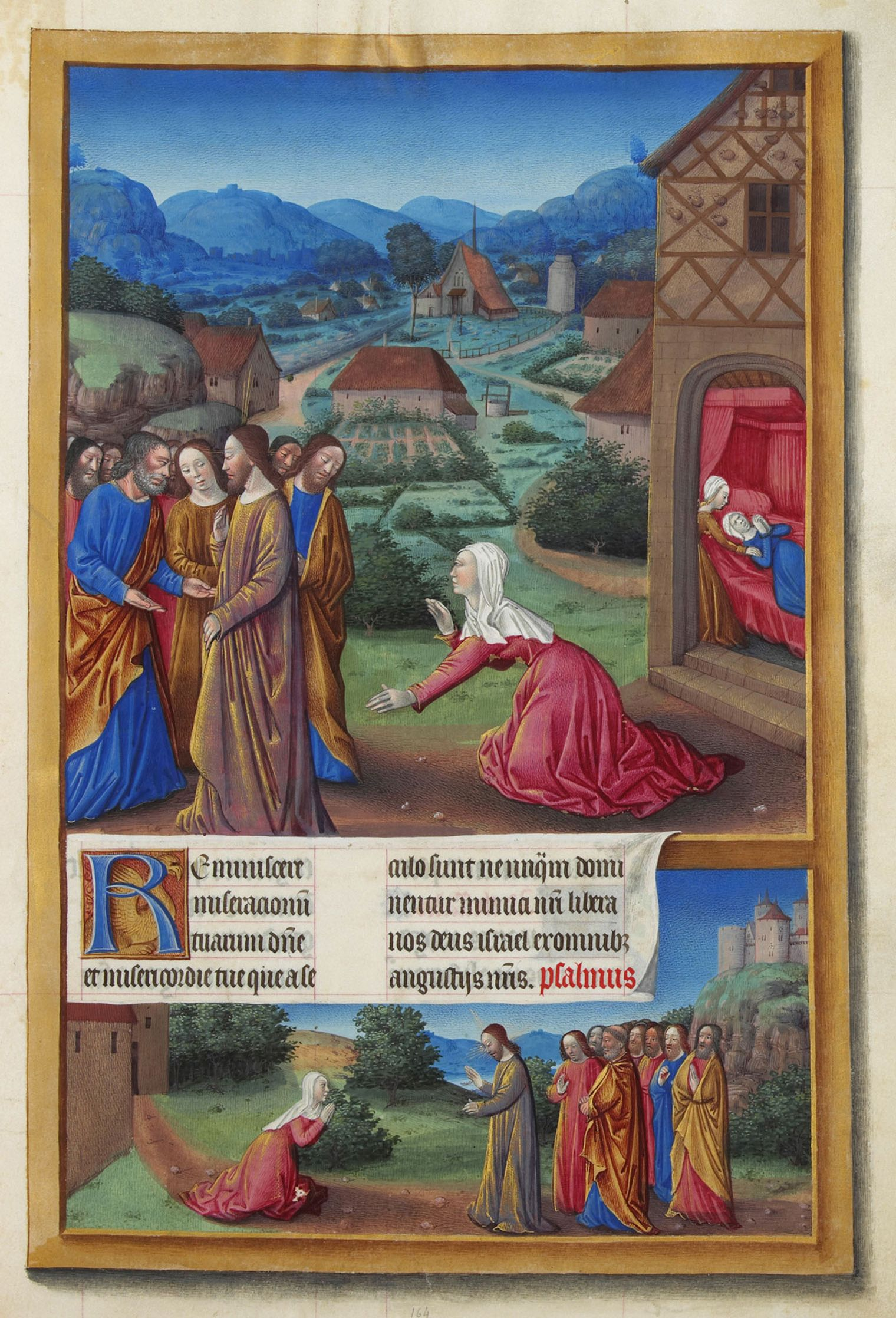
Cristo esorcizza la figlia della Cananea, dalla Très Riches Heures du Duc de Berry, quindicesimo secolo.

La guarigione della figlia della Cananea è un miracolo operato da Gesù in Fenicia, testimoniato nel Vangelo secondo Matteo (Mt15,21-28) e nel Vangelo secondo Marco (Mc7,24-30). Durante l'itinerario nei territori delle città Tiro e Sidone, Gesù incontra una donna pagana di estrazione sirofenicia o greca che lo implora di esorcizzare la figlia indemoniata. Gesù la liquida con reticenza opponendole il silenzio, ma la donna infastidisce gli apostoli che intercedono per lei chiedendo a Gesù di cedere alle sue lamentele.
Gesù ribatte di dover amministrare la sua missione solo per la salvezza del popolo ebraico: "Non sono stato inviato che alle pecore perdute della casa di Israele". Allora la donna si prostra ai suoi piedi insistendo per l'esorcismo della figlia e Gesù la contesta freddamente affermando: "Non è bene prendere il pane dei figli per gettarlo ai cagnolini". La donna prendendo spunto dall'allusione di Gesù alla sua missione, sorprende replicando: "È vero, Signore, ma anche i cagnolini si cibano delle briciole che cadono dalla tavola dei loro padroni". Gesù s'intenerisce per la fede con cui essa ha rivendicato il miracolo e le concede la guarigione della figlia.
La pericope si chiude per Marco con la madre che corre a casa per verificare il miracolo e scopre la figlioletta distesa sul letto ed esorcizzata.